# Karima Dirèche
 (février 2017).
 (mai 2017).
Karima Dirèche est une historienne franco-algérienne, spécialisée dans l'histoire contemporaine du Maghreb. De septembre 2013 à août 2017, elle est directrice de l'Institut de recherche sur le Maghreb contemporain de Tunis.

## L'éducation
Karima Dirèche a étudié l'histoire et la philosophie à l'Université de Provence. Elle a obtenu son doctorat en 1992, avec une thèse sur l'émigration de la Kabylie vers la France. Elle a des diplômes universitaires en géographie historique. Son habilitation à diriger des recherches porte sur Fabriquer de l'histoire et créer du sens. Enjeux mémoriels et affirmations identitaires dans l'Afrique post-indépendante (Pour la fabrication de l'histoire et de créer du sens. Enjeux de la mémoire et de l'affirmation de l'identité dans l'après-indépendance de l'Afrique) a été acceptée à l'université d'Aix-Marseille en 2012 et constitue une critique historiographique de l'analyse de la narration nationale de la société Algérienne depuis 1962.

## Carrière
Karima Dirèche est directrice de recherche au Centre national de la recherche scientifique. Après avoir enseigné dans les collèges publics et les lycées, elle a rejoint le CNRS en 2005 en tant que chercheur au centre TELEMME (Temps Espaces et Langages, Europe méridionale, Méditerranée) à la Maison méditerranéenne des sciences de l'homme à Aix-en-Provence.
Elle a enseigné à l'École des hautes études en sciences sociales à Paris, l'université d'Aix-Marseille et à l' École de Gouvernement et d'économie de Rabat, et a servi comme directeur de recherche à l'Institut de sciences politiques à l'université internationale de Rabat.
Ses travaux de recherche portent sur la migration (des Algériens et des Comoriens) dans l'histoire coloniale et post-coloniale, ainsi que sur les problématiques liées à l'après-indépendance en tant que récit historique dans les pays du Maghreb, les questions de religion (le Judaïsme, le christianisme, et la conversion) en Algérie et au Maroc, et la question de l'identité berbère. Ses recherches récentes ont porté sur deux questions: le néo-évangélisme dans les pays du Maghreb et la résultante politique des questions religieuses et de la mémoire juive de l'Algérie contemporaine. 
En avril 2022, elle est nommée par décret membre de la commission nationale indépendante de reconnaissance et de réparation des préjudices subis par les harkis.